# Condado de Alpine
El condado de Alpine (en inglés: Alpine County), fundado en 1864, es uno de 58 condados del estado estadounidense de California. En el año 2008, el condado tenía una población de 1145 habitantes y una densidad poblacional de 1 persona por km². La sede del condado es Markleeville. Es el condado menos poblado de todo el estado de California.

## Geografía
Según la Oficina del Censo, el condado tiene un área total de 1924.4 km², de la cual 1914 km² es tierra y 215 km² (0.61%) es agua.

### Condados adyacentes
- Condado de Douglas, Nevada (norte)
- Condado de Mono (este)
- Condado de Tuolumne (sur)
- Condado de Calaveras (suroeste)
- Condado de Amador (oeste)
- Condado de El Dorado (noroeste)

### Localidades

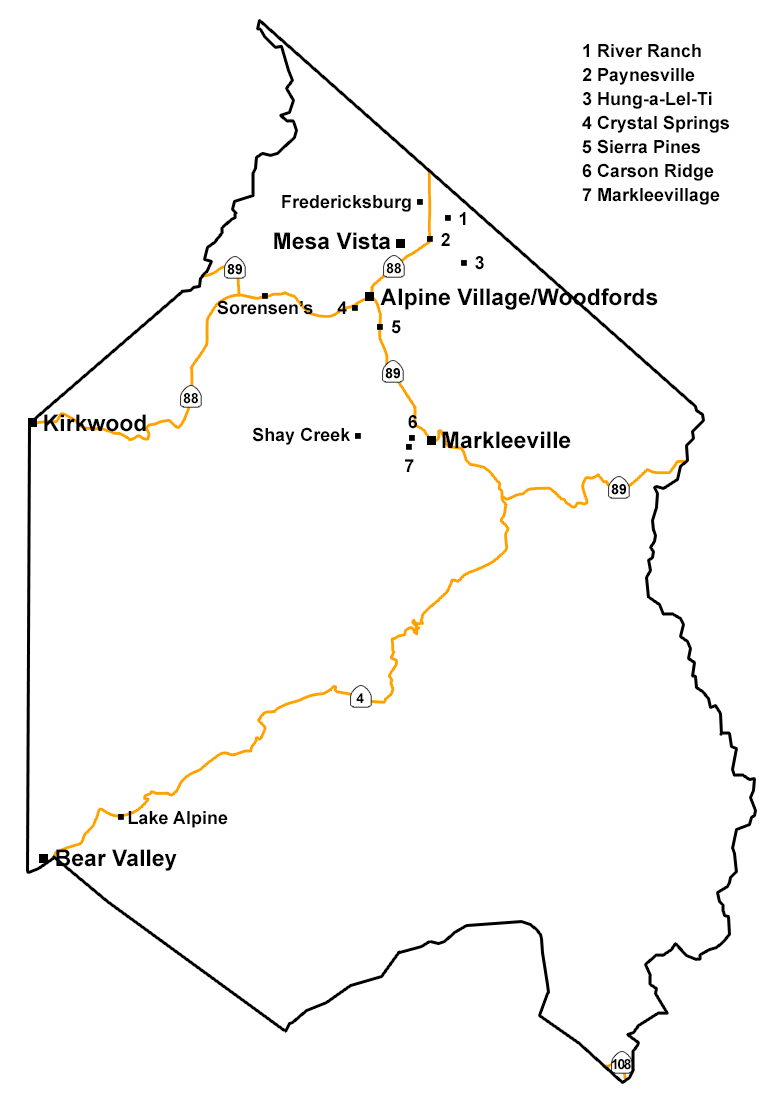
Mapa de lugares dentro del condado

#### Lugares designados por el censo
Alpine Village |
Bear Valley |
Kirkwood |
Markleeville |
Mesa Vista 

#### Áreas no incorporadas
Cape Horn |
Fredericksburg |
Lake Alpine |
Loope |
Marklee Village |
Paynesville |
Peaceful Pines |
Shay Creek Summer Home Area |
Sorensens |
Woodfords 

## Demografía
En el censo de 2000, había 1208 personas, 483 hogares y 295 familias residiendo en el condado. La densidad poblacional era de 1 personas por km². En el 2000 había 1514 unidades habitacionales en una densidad de 1 por km². La demografía del condado era de 73.68% blancos, 0.58% afroamericanos, 18.87% amerindios, 0.08% asiáticos, 0.17% isleños del Pacífico, 1.41% de otras razas y 5.06% de dos o más razas. 7.78% de la población era de origen hispano o latino de cualquier raza.
Según la Oficina del Censo en 2000 los ingresos medios por hogar en la localidad eran de $41 875, y los ingresos medios por familia eran $50 250. Los hombres tenían unos ingresos medios de $36 544 frente a los $25 800 para las mujeres. La renta per cápita para la localidad era de $24 431. Alrededor del 19.5% de la población estaban por debajo del umbral de pobreza.

## Transporte

### Aeropuertos
- Aeropuerto del Condado de Alpine

### Principales autopistas
- Ruta Estatal de California 4
- Ruta Estatal de California 88
- Ruta Estatal de California 89